# Merdrignac
Merdrignac (bret. Medrigneg) – miejscowość i gmina we Francji, w regionie Bretania, w departamencie Côtes-d’Armor.
Według danych na rok 1990 gminę zamieszkiwało 2791 osób, a gęstość zaludnienia wynosiła 49 osób/km² (wśród 1269 gmin Bretanii Merdrignac plasuje się na 206. miejscu pod względem liczby ludności, natomiast pod względem powierzchni na miejscu 53.).